# Vermibus
 (septembre 2018).
Vermibus (né en 1987 à Palma de Majorque) est un artiste espagnol de street art. Ancien photographe pour des agences de mode, il lutte, avec ses œuvres, contre la manipulation de la publicité de mode et est un activiste anti-publicité.

## Biographie
En 2003, Vermibus déménage à Madrid où il travaille en tant qu’illustrateur et photographe dans le monde de la mode. Il fait la connaissance de membres du collectif espagnol « ¿Te Gusta Lo Que Ves? » réputés pour leurs pochoirs anti-pub.
Fin 2010, il quitte son emploi et devient artiste et s’installe à Berlin. Il travaille dans toute l'Europe et a de nombreuses documentations vidéo et photo sur son travail.
Il fonde No-Ad Day, dont le but est de retirer de l’espace public, le jour avant le Black Friday les affiches publicitaires.
Ses œuvres ont l’objectif de dénoncer la publicité et les canons de beauté imposés par le monde de la mode. Il décolle les affiches publicitaires dans les lieux publics et les détourne en aspergeant les photos de mannequins avec des solvants qui dissolvent les couleurs sur l'impression offset. Il remet alors les affiches détournées ailleurs dans le paysage urbain.
L'un de ses objectifs est de reconquérir l'espace public qui lui semble « est volé par les grandes entreprises » et questionner sur les canons de beauté qui règnent actuellement dans la publicité et les médias.

## Œuvres et travaux majeurs[5],[6]
- 2012 : Unmasking Kate
- 2013 : Dissolving Europe
- 2015 : Unveiling Beauty
- 2016 : Llanto del alma
- 2018 : vidéo In Absentia